# فيغوني
فيغوني هيبلدية (كوميون) في مدينة تورينو الحضرية في المنطقة الإيطالية بيدمونت، وتقع على بعد حوالي 30 كيلومتر (19 ميل) جنوب غرب تورينو.
تقع فيغوني على حدود البلديات التالية: بورياسكو، فيرلي بيومنتي، سيرسيناسكو، ماتشيللو، بانكاليري، كافور (إيطاليا)، فيلافرانكا بيومنتي.

## المدن التوأم - المدن الشقيقة
فيغوني مدينة توأم مع:
- كانيادا روسكوين، الأرجنتين

## روابط خارجية
- الموقع الرسمي